# 달링은 외국인
《달링은 외국인》(ダーリンは外国人)은 오구리 사오리가 쓴 일본 만화 시리즈이다. 처음 두 작품의 일본 에디션의 영어 부제는 "My darling is ambidextrous"이며 공식 영어판의 제목은 "My Darling Is A Foreigner"이다.
이 책은 일본에서 미디어팩토리에 의해 출판되었으며 여러 이중 언어판이 제작되고 있다.
이 시리즈는 오구리와, 도쿄에 거주하는 헝가리-이탈리아계 미국의 저자 토니 라즐로와의 관계에 관해 다루고 있다. 라즐로가 쓰고 오구리가 그린 메인 만화의 스핀오프 작품인 "Is He Turning Japanese?"(그는 일본인으로 귀화하는가?)라는 책은 북아메리카에서 디지털 망가 퍼블리싱에 의해 출판되었다.

## 영화판
《달링은 외국인》(ダーリンは外国人, My Darling Is A Foreigner)는 일본에서 제작된 우에 카즈아키 감독의 2010년 코미디 영화이다. 이노우에 마오 등이 주연으로 출연하였고 쿠보타 오사무 등이 제작에 참여하였다.

### 출연

#### 주연
- 이노우에 마오
- 조나단 쉐어

#### 조연
- 이리에 마사토
- 반도 타쿠미
- 단테 카브
- 패트릭 하란
- 카와오카 다이지로
- 쿠니무라 준
- 쿠니나카 료코
- 오타케 시노부
- 토다 나호
- 크리스토퍼 M. 헷텔
- 존 질라드 시니어

### 기타
- 원작자: 오구리 사오리